# Karen Uhlenbeck
Karen Keskulla Uhlenbeck (født 24. august 1942) er en amerikansk matematiker.
I 2019 blev Uhlenbeck den første kvinde til at vinde Abel-prisen for "banebrydende resultater indenfor geometriske partielle differentialligninger, gauge-teori og integrerbare systemer, og for hendes arbejdes grundlæggende indflydelse på analyse, geometri og matematisk fysik." 
Uhlenbeck modtog sin BA (1964) fra University of Michigan  og derefter både MA (1966) og PhD (1968) fra Brandeis University, den sidste med PhD-afhandlingen The Calculus of Variations and Global Analysis.
Efter ophold ved MIT, Berkeley, og University of Illinois at Urbana-Champaign, flyttede Uhlenbeck til University of Illinois at Chicago i 1976, hvor hun blev tildelt en stilling som professor. Hun flyttede i 1983 til University of Chicago, hvor hun etablerede sig som en af sin generations mest fremtrædende matematikere, med interesser indenfor ikke-linære partielle differentialligninger, differentialgeometri, gauge-teori, topologisk kvantefeltteori og integrerbare systemer. Endelig blev Uhlenbeck i 1988 udpeget til at bestride Sid W Richardson Foundation Regents Chair-professoratet ved University of Texas i Austin.